# NGC 2575
NGC 2575 (również PGC 23501 lub UGC 4368) – galaktyka spiralna (Sc), znajdująca się w gwiazdozbiorze Raka. Odkrył ją Édouard Jean-Marie Stephan 23 lutego 1878 roku.
W galaktyce tej zaobserwowano supernową SN 2002an.